# A1 Steam Locomotive Trust

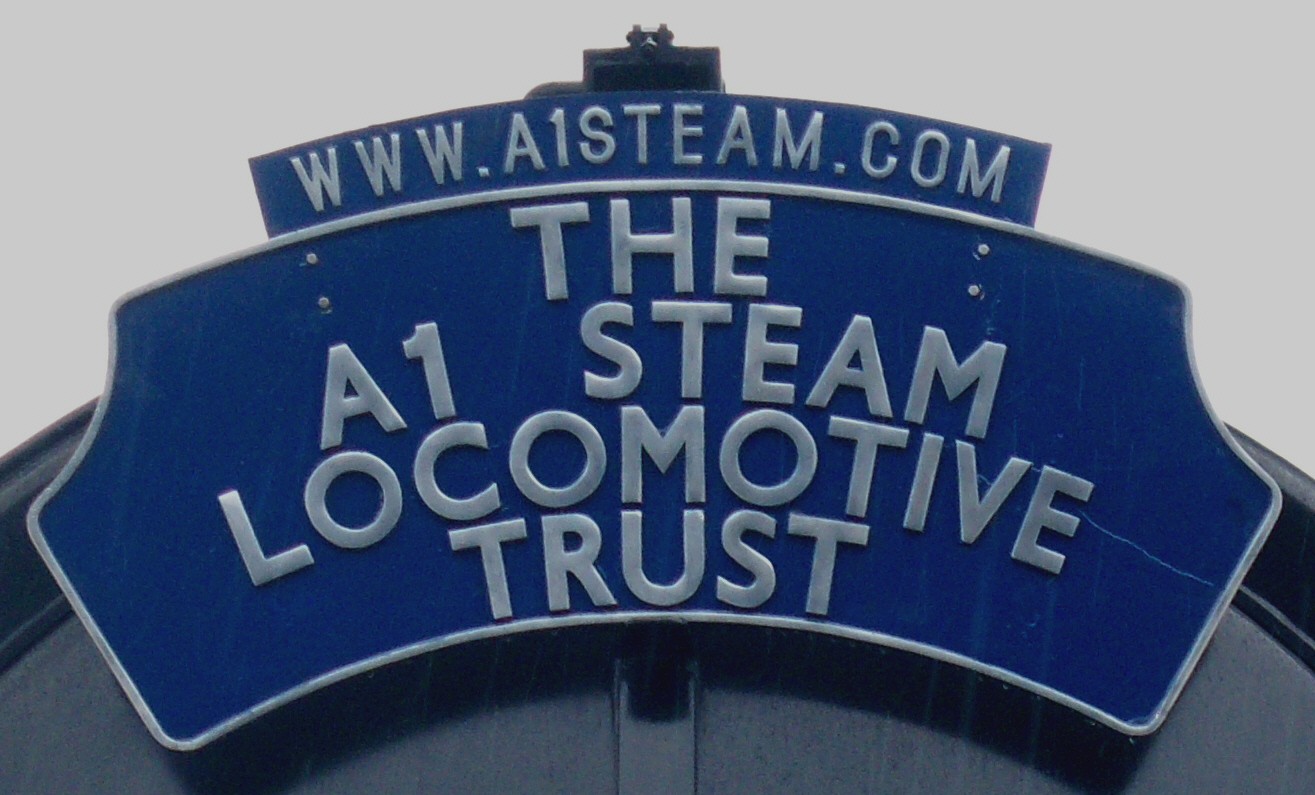
Табличка с названием фонда на котле паровоза Tornado

A1 Steam Locomotive Trust — британский благотворительный фонд из любителей железных дорог. Фонд был основан в 1990 году и его целью была постройка нового паровоза (последний паровоз в стране был построен в 1960 году). Проект вылился в создание паровоза № 60163 Tornado, строительство которого велось компанией Locomotive Construction Co Ltd, полностью принадлежащей фонду. После 15 лет проектирования, сбора средств и постройки, в январе 2008 года Tornado впервые вышел за ворота завода своим ходом.

## История фонда
Идея об основании фонда была предложена 24 марта 1990 года в Дарлингтоне на неформальном обсуждении любителей железных дорог, а затем прозвучала на заседании 28 апреля. 17 ноября того же года на собрании в Йорке фонд был официально основан. В дальнейшем последовали презентации в Лондоне и Эдинбурге. Весной 1993 года была основана Locomotive Construction Co Ltd, которая полностью принадлежала A1 Steam Locomotive Trust и была необходима для строительства Tornado. Летом того же года A1 Steam Locomotive Trust становится компанией с ограниченной ответственностью, что было необходимо для повышения налоговой эффективности. 17 сентября 1994 года в школе Донкастер состоялась первая ежегодная конвенция фонда, в которой приняли участие 210 человек.
В 2001 году в фонде случился крупный кризис, когда несколько добровольцев заявили о правовых ошибках. Решение вопроса затянулось на несколько месяцев и хотя он был решён, фонд понёс материальные потери, что по некоторым оценкам отложило строительство паровоза на 2 года.

## ПроектTornado
См. LNER Peppercorn Class A1 60163 Tornado